# Amblypodia alce
Amblypodia alce är en fjärilsart som beskrevs av William Chapman Hewitson 1862. Amblypodia alce ingår i släktet Amblypodia och familjen juvelvingar. Inga underarter finns listade i Catalogue of Life.